# Echeveria amphoralis
Echeveria amphoralis ist eine Pflanzenart aus der Gattung der Echeverien (Echeveria) in der Familie der Dickblattgewächse (Crassulaceae). Das Artepitheton amphoralis verweist auf die amphorenartige Blütenkrone.

## Beschreibung
Alle Teile von Echeveria amphoralis, mit Ausnahme der Blüteninnenseiten, sind filzig behaart. Die etwas zerstreut stehenden oder fast rosettigen Blätter sind verkehrt eiförmig-keilförmig und besitzen ein aufgesetztes Spitzchen. Sie werden bis 3,5 Zentimeter lang und bis 2 Zentimeter breit. Die gestielten Blätter sind dicklich, grün und am Rand rot gefärbt.
Der Blütenstand bildet 20 Zentimeter lange Trauben mit jeweils 4 bis 7 Einzelblüten aus. Der Blütenstiel wird bis 2 Zentimeter lang und erreicht einen Durchmesser von 3 Millimeter. Die aufsteigenden bis weit ausgebreiteten  Kelchblätter sind halbstielrund und werden bis 14 Millimeter lang. Die amphorenförmige Blütenkrone ist 5-kantig und wird bis 24 Millimeter lang und bis 14 Millimeter im Durchmesser. Die Kronblätter sind unten scharlachrot gefärbt und an den Rändern und an der Spitze gelb. Die Chromosomenzahl beträgt 38.

## Verbreitung und Systematik
Echeveria amphoralis ist in Mexiko im Bundesstaat Oaxaca verbreitet. Die Typpflanze wurde bei Tlaxiaco am Rio de Tablas auf 2.130 Meter Höhe gefunden.
Die Erstbeschreibung erfolgte 1958 durch Edward Eric Walther.

## Nachweise